# Ballebro
Ballebro er et færgeleje og et badehotel 2 km øst for Blans på Sundeved. Der har mindst i 300 år været en færge over Als Fjord til Hardeshøj på Als. Overfarten tager ca. 10 minutter og foretages nu af  M/F Bitten Clausen. 
Der er badestrand med badebro på havnens vestlige side og kiosk ved færgelejet. Jollehavnen administreres af Ballebro Bådelaug.
I Ballebro ligger også Ballebro Færgekro der blev opført i 1729 som en gård ved færgelejet Ballebro. 1870 fik man bevilling til at drive krohold. Familien Lorenzen har siden 1729 drevet stedet. I de gamle dokumenter ligger der bevillinger for brænderi, bryggeri samt bageri. Den sidste ejer i familien Hans Jørgen Lorenzen solgte kroen i 1990. Færgekroen gennemgik fra 1993 til 1996 en nænsom restaurering/ombygning under den nye ejer. I dag drives badehotellet af familien Aagaard Adam Hansen.
250 m sydøst for færgelejet står det 6 meter høje Ballebro Fyr fra 1904.

## Historie
Der har været færgefart mellem Ballebro og Hardeshøj siden 1683, hvor ruten er indtegnet på et kort. I 1720'erne havde færgemanden 3 både for at tilfredsstille behovet. To store til vogne og heste og en lille til at sætte passagerer over i. Indtil da havde man roet passagererne over Als Fjord. I godt vejr tog det et kvarters tid, men hvis vejret ikke var godt, kunne det tage over en time at ro over og det skulle ikke blæse meget, før det var helt umuligt at sejle. Dengang var der ikke nogen egentlig sejlplan, men man sejlede efter behov. Hvis der var folk i Hardeshøj som skulle sættes over, rejste man et bræt, når ”færgen” skulle til Ballebro. Et lille bræt for en lille båd og et stort bræt for en stor båd.
Den 2. eller 3. april  1864 planlagde den preussiske hær med cirka 20.000 soldater at lave et knibtangsangreb på Sønderborg skanserne ved at lægge skibe og flydebroer ud fra Ballebro til en landsætning på modsatte bred. For megen vind fra nordvest satte dog en stopper for dette forsøg, og hæren trak sig tilbage for så den 18. april at storme Dybbøl skanserne i stedet for.
I juni 1864 samlede preusserne åbne både ved Ballebro i den hensigt at invadere Als. Dårligt vejr gjorde at, blev nu flyttet til kysten syd for Sottrupskov, hvor preusserne den 29.juni med 166 både sejlede over Als Sund til Arnkil på Als. Se Slaget om Als
7. august 1945 købte I/S Hardeshøj-Ballebro færgefart "Kathrine", som havde plads til 22 passagerer med cykler, en smule gods men ingen biler. På grund af tekniske problemer blev færgen først indviet den 21. juli 1948. Samme år indsatte man endnu en færge som kunne rumme 10 passagerer.
I isvintrene under og efter besættelsen var isen så tyk, at man kunne gå eller køre over Als Fjord fra Ballebro til Als.
18. november 1958 blev personfærgen "Kirsten" sat ind mellem Ballebro og Hardeshøj. Den havde plads til 89 passagerer.
14. august 1959 blev den første bilfærge forbindelse mellem Als og Sundeved indviet. Den indkøbte færge "Jacob Nielsen" fik navnet "Jacob Nordals". Den havde plads til ca. 100 passagerer og to rutebiler eller 8 personvogne.
23. juni 1961 blev "Legind Bjerge"  købt og døbt "Jacobine" og indsat den 18, august 1961. "Jacobine" fik hjemsted i Hardeshøj mens "Jacob" hørte til i Ballebro.
1. september 1973 blev "Jacobine" oplagt og den 26. oktober 1976 blev den solgt til Strynø-Rudkøbing Færgefart A/S.
23. marts 1978 blev et nyt færgeleje taget i brug, og samme år indsatte Nordals Færgefart A/S en afløser for "Jacob Nordals". Den fik navnet M/F Jacob Hardeshøj, og kunne tage 21 biler og 148 passagerer.
I maj 2001 stod et nyt større færgeleje færdig og den 16. juli 2001 blev den nye færge døbt "Bitten Clausen" sat i rutefart.
- Færgetid fra Ballebro
- M/F Bitten Clausen
- Ballebro Færgehavn og færgen "Bitten Clausen"
- Ballebro Færgekro
- Ballebro Færgekro
- Ballebro Færgekro